# Primera División (Argentinien) 1957
Die Primera División 1957 war die 27. Spielzeit der argentinischen Fußball-Liga Primera División. Begonnen hatte die Saison am 5. Mai 1957. Der letzte Spieltag war der 11. Dezember 1957. Als Aufsteiger kam der Club Atlético Atlanta aus der Primera B Nacional dazu. River Plate beendete die Saison als Meister und konnte damit seinen Vorjahrestriumph wiederholen. In die Primera B Nacional musste Ferro Carril Oeste absteigen.

## Abschlusstabelle
| Pl. | Verein                      | Sp. | S  | U  | N  | Tore    | Diff. | Punkte |
| --- | --------------------------- | --- | -- | -- | -- | ------- | ----- | ------ |
| 1.  | River Plate (M)             | 30  | 19 | 8  | 3  | 075:340 | +41   | 46     |
| 2.  | CA San Lorenzo de Almagro   | 30  | 15 | 8  | 7  | 066:420 | +24   | 38     |
| 3.  | Racing Club                 | 30  | 15 | 6  | 9  | 059:410 | +18   | 36     |
| 4.  | Boca Juniors                | 30  | 13 | 8  | 9  | 045:340 | +11   | 34     |
| 5.  | CA Vélez Sarsfield          | 30  | 12 | 10 | 8  | 042:430 | −1    | 34     |
| 6.  | CA Huracán                  | 30  | 14 | 5  | 11 | 046:390 | +7    | 33     |
| 7.  | Estudiantes de La Plata     | 30  | 12 | 9  | 9  | 046:500 | −4    | 33     |
| 8.  | CA Independiente            | 30  | 11 | 9  | 10 | 035:310 | +4    | 31     |
| 9.  | CA Newell’s Old Boys        | 30  | 11 | 9  | 10 | 038:390 | −1    | 31     |
| 10. | Argentinos Juniors          | 30  | 9  | 10 | 11 | 049:570 | −8    | 28     |
| 11. | CA Rosario Central          | 30  | 10 | 7  | 13 | 040:370 | +3    | 27     |
| 12. | Club Atlético Atlanta (N)   | 30  | 7  | 10 | 13 | 037:530 | −16   | 24     |
| 13. | CA Tigre                    | 30  | 8  | 7  | 15 | 037:490 | −12   | 23     |
| 14. | Gimnasia y Esgrima La Plata | 30  | 8  | 7  | 15 | 037:620 | −25   | 23     |
| 15. | CA Lanús                    | 30  | 7  | 8  | 15 | 044:570 | −13   | 22     |
| 16. | Ferro Carril Oeste          | 30  | 6  | 5  | 19 | 033:610 | −28   | 17     |

| (M) | Vorjahres-Meister                                    |
| (N) | Vorjahres-Aufsteiger aus der Primera B Nacional 1956 |

## Meistermannschaft
| River Plate | |
|             | Amadeo Carrizo, Héctor De Bourgoing, Guillermo Fain, Raúl Hernández, Ángel Labruna, Félix Loustau, Juan Carlos Malazzo, Oscar Mantegari, Norberto Menéndez, Gabriel Ogando, Ermindo Onega, Alfredo Pérez, Eliseo Prado, Roberto Puisegur, Domingo Rodríguez, Iseo Rosello, Néstor Rossi, Juan Carlos Russo, José Sánchez Lage, Juan Carlos Schneider, Omar Sívori, Pascasio Sola, Roberto Tesouro, Octavio Trillini, Juan Urriolabeitía, Federico Vairo, Julio Venini, Santiago Vernazza, Roberto Zárate Trainer: José María Minella |

## Torschützenliste
| Pl. | Nat.        | Spieler           | Verein                | Tore |
| --- | ----------- | ----------------- | --------------------- | ---- |
| 1   | Argentinien | Roberto Zárate    | River Plate           | 22   |
| 2   | Argentinien | José Sanfilippo   | CA San Lorenzo        | 19   |
| 3   | Argentinien | Diego Bayo        | Gimnasia y Esgrima LP | 17   |
| 4   | Argentinien | Norberto Menéndez | River Plate           | 14   |
| 5   | Argentinien | Norberto Conde    | CA Vélez Sarsfield    | 13   |